# Elina Väisänen
Elina Väisänen (* 30. April 1981) ist eine finnische Badmintonspielerin und Virologin.  

## Karriere
Elina Väisänen gewann nach fünf nationalen Juniorentiteln 2005 ihren ersten Meistertitel bei den Erwachsenen in Finnland, wobei sie im Dameneinzel erfolgreich war. Ein weiterer Titelgewinn folgte 2007 im Damendoppel.
Väisänen studierte an der Universität Helsinki Mikrobiologie und wurde 2020 mit einer Dissertation Novel human protoparvoviruses: Epidemiology and clinical impact zum Ph.D. promoviert. 

## Sportliche Erfolge
| Saison | Veranstaltung                                | Disziplin   | Platz | Name                            |
| ------ | -------------------------------------------- | ----------- | ----- | ------------------------------- |
| 1999   | Finnland: Einzelmeisterschaften der Junioren | Mixed       | 1     | Tuomas Karhula / Elina Väisänen |
| 1999   | Finnland: Einzelmeisterschaften der Junioren | Dameneinzel | 1     | Elina Väisänen                  |
| 1999   | Finnland: Einzelmeisterschaften der Junioren | Damendoppel | 1     | Noora Virta / Elina Väisänen    |
| 2000   | Finnland: Einzelmeisterschaften der Junioren | Mixed       | 1     | Tuomas Karhula / Elina Väisänen |
| 2000   | Finnland: Einzelmeisterschaften der Junioren | Damendoppel | 1     | Elina Vaisanen / Mari Hentunen  |
| 2005   | Finnland: Einzelmeisterschaften              | Dameneinzel | 1     | Elina Väisänen                  |
| 2007   | Finnland: Einzelmeisterschaften              | Damendoppel | 1     | Maria Väisänen / Elina Väisänen |